# Згорња Пристава (Видем)
Згорња Пристава (словен. Zgornja Pristava) је насељено место у општини Видем, Подравска регија, Словенија.

## Историја
До територијалне реорганизације у Словенији била је у саставу старе општине Птуј.

## Становништво
У попису становништва из 2011. године, Згорња Пристава је имала 218 становника.
| Број становника према пописима | Број становника према пописима | Број становника према пописима |
| ------------------------------ | ------------------------------ | ------------------------------ |
| 1991                           | 2002                           | 2011                           |
| 219                            | 216                            | 218                            |

Напомена: Године 1999. увећан за део насеља Долена.